# Chevrolet Bolt EUV
Chevrolet Bolt EUV (скорочено від «electric utility vehicle») ― електричний субкомпактний кросовер виробництва General Motors під брендом Chevrolet, представлений 14 лютого 2021 року.
Будучи збільшеною версією однойменного електромобіля Chevrolet Bolt EV, EUV розділяє його платформу BEV2 та силову установку.

## Історія

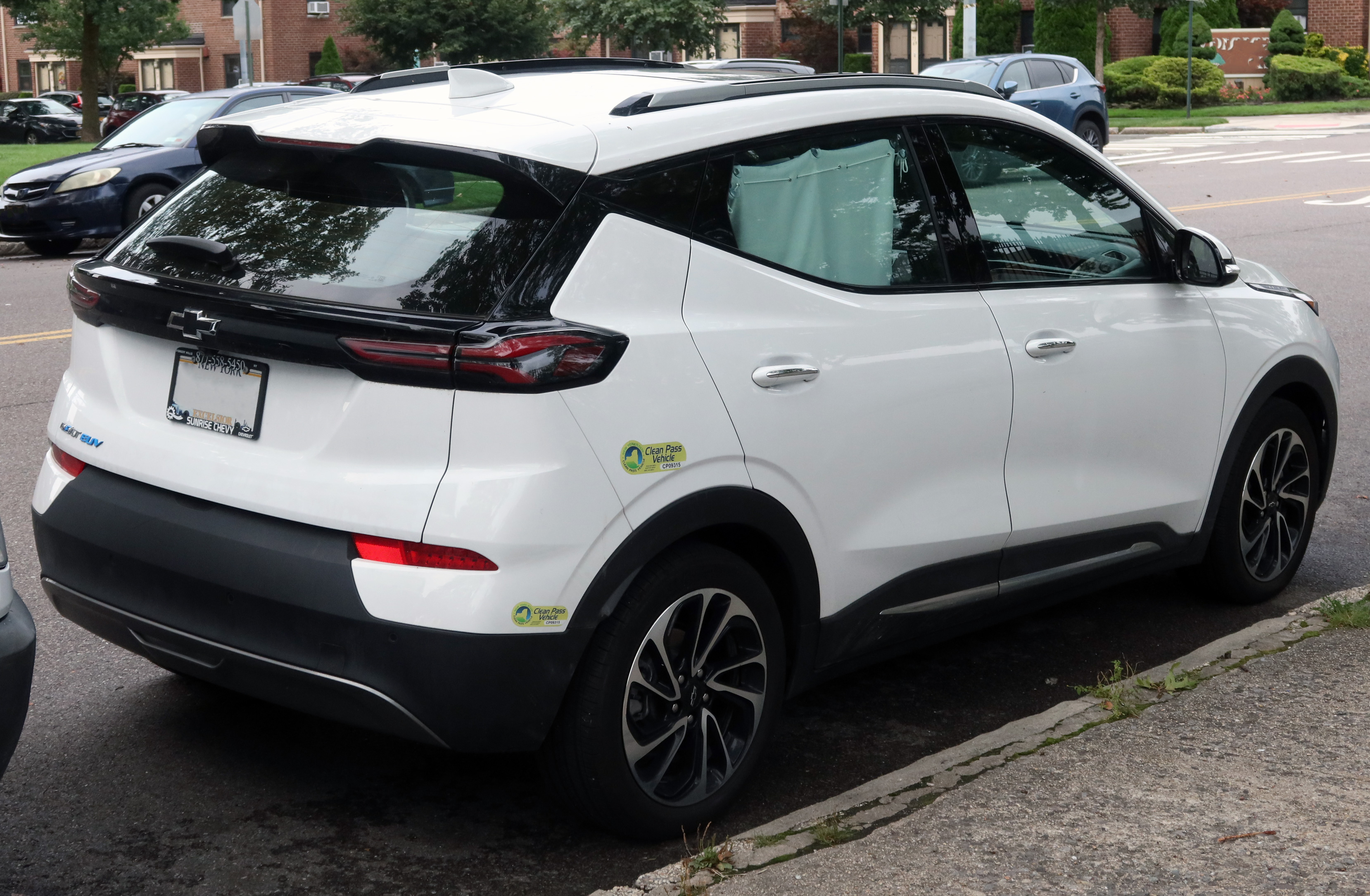

Bolt EUV був представлений у лютому 2021 року і випущений на мексиканський ринок 17 серпня 2021 року. Оскільки перші електромобілі почали надходити до дилерів у серпні 2021 року, всі автомобілі були відкликані для заміни тягової батареї; виробництво обох моделей Bolt було призупинено з листопада 2021 року по квітень 2022 року, і до квітня було поставлено менш як 400 Bolt.
Це перший автомобіль Chevrolet, який отримав пакет допомоги водієві Super Cruise з функцією «вільні руки».
На відміну від ранніх версій Bolt EV, акумулятор для Bolt EUV виробляється в США на заводах LG в Мічигані.

## Ціни та комплектації
Chevrolet Bolt EUV мав 3 комплектації, коли був представлений у 2022 році, починаючи з LT, яка починалася від $33 000. Наступною ціновою сходинкою була Premier за $37 500. Нарешті, була «спеціальна, обмежена серія» Launch Edition за $43 495.
Для 2023 модельного року були запропоновані тільки комплектації LT і Premier, вартістю $28 795 і $33 295 відповідно. За додаткові 495 доларів будь-яка з комплектацій могла отримати пакет Redline Edition, який також пропонувався на деяких інших моделях Chevrolet.

## Технічні характеристики

### Запас ходу та ефективність
Згідно з методологією п'ятициклових випробувань Агентства з охорони навколишнього середовища США (EPA), економічність Bolt EV оцінюється на рівні
29 кВт⋅год/100 миль у бензиновому еквіваленті для комбінованого водіння
27 кВт⋅год/100 миль у міському режимі руху
32 кВт⋅год/100 миль при русі по шосе.
Запас ходу електромобіля Bolt EUV за стандартом EPA для
комбінованого водіння — 247 миль (398 км)
водіння містом — 267 миль (430 км)
їзда по шосе — 223 милі (359 км).

### Зарядка
Bolt EUV може заряджатися через роз'єм SAE J1772 за допомогою обладнання для електромобілів, підключеного до мережі змінного струму. До комплекту входить портативний зарядний пристрій змінного струму (виробництва Webasto), який може працювати на рівні 1 (8 або 12 ампер) з використанням ключа NEMA 5-15 і на рівні 2 (32 ампера) з використанням ключа NEMA 14-50. Зарядний пристрій рівня 1, що подає 120 В при 8 амперах, додає близько 2,8 миль (4,5 км) запасу ходу на годину, що займає близько 88 годин для повного заряду. Максимальна швидкість зарядки 1-го рівня при 12 амперах (середній струм побутової розетки в Північній Америці) додає близько 4 миль (6,4 км) на годину, що вимагає приблизно 62 годин для повної зарядки. Зарядний пристрій рівня 2 з напругою 240 В і силою струму 32 А додає близько 29 миль (47 км) на годину, що займає близько 9 годин для повної зарядки. Максимальна швидкість зарядки 2-го рівня — 48 ампер (11,5 кВт) — додає 44 милі (72 км) на годину, а повна зарядка займає близько 6 годин.
У стандартній комплектації EUV оснащений швидкою зарядкою постійного струму з використанням штекера CCS Combo 1 з максимальною потужністю 55 кВт, що дозволяє проїхати до 95 миль (153 км) за перші 30 хвилин.

### Розміри
Колісна база EUV на 74 мм довша, ніж у Bolt EV, і на 160 мм довша в цілому — 4310 мм, що збільшує простір для ніг на задніх місцях. Об'єм салону за стандартом EPA становить 2733 і 462 л для пасажирського і вантажного простору відповідно, що трохи більше, ніж у Bolt EV. Хоча вантажний об'єм EUV трохи менший, ніж в EV, це пов'язано з методологією SAE J1100, рекомендованою практикою, що використовується для розрахунку об'єму; випробування виробника продемонстрували, що EUV може вмістити більше вантажу.
Радіус розвороту Bolt EUV становить 11,7 м, виміряний від стіни до стіни.

### Інтер'єр
Просунута система допомоги водієві Super Cruise та панорамний дах доступні виключно для Bolt EUV; у Bolt EV немає обох опцій. У комплектації Premier додаються передні сидіння з підігрівом та вентиляцією. Задній простір для ніг збільшено приблизно на 3 дюйми у порівнянні з Bolt EV. Простір спереду дещо зменшився через люк у даху.

## Припинення виробництва
25 квітня 2023 року генеральний директор GM Мері Барра підтвердила, що виробництво Bolt EV та EUV буде припинено в кінці 2023 року, щоб звільнити місце для «нового покоління електромобілів GM». 25 липня 2023 року GM оголосила, що продовжить виробництво Chevrolet Bolt і буде використовувати технології Ultium і Ultifi. Компанія не надала жодних подробиць щодо того, чи повернуться різні стилі кузова, такі як EUV.
Виробництво Bolt EUV завершилося 20 грудня 2023 року.

## Відродження (2025)
Chevrolet випустить друге покоління Bolt EUV у 2025 році для 2026 модельного року. На відміну від першого покоління, він не буде продаватися разом з хетчбеком Bolt EV. Він буде побудований на платформі GM Ultium.